# Gilleleje
Gilleleje var före 2007 huvudorten i Græsted-Gilleleje kommun i Danmark. Orten ligger på den danska ön Själlands nordligaste punkt och hade 6 633 invånare den 1 januari 2017. Numera ingår Gilleleje i Gribskov kommun tillsammans med f.d. Helsinge kommun.
Gilleleje kan nås med tåg på Hornbækbanen från Helsingör och Gribskovbanen från Hillerød.
Strax väster om Gilleleje ligger Själlands nordligaste punkt, Gilbjerg hoved. 2 km öster om Gilleleje ligger Nakkehoved fyr, som markerar inseglingen till Öresund på danmarkssidan av sundet.
Orten förekommer flitigt i den svenske författaren Björn Larssons bok Den sanna berättelsen om Inga Andersson.